# Communauté de communes du Bouzonvillois
La communauté de communes du Bouzonvillois (CCB) est une ancienne communauté de communes située dans le département de la Moselle en région Grand Est.

## Histoire
La communauté de communes du Bouzonvillois a été créée le 1er janvier 2005, par arrêté préfectoral du 31 décembre 2004.
Elle fusionne avec la communauté de communes des Trois Frontières pour former la communauté de communes Bouzonvillois-Trois Frontières au 1er janvier 2017.

## Composition
Elle est composée de 21 communes :
| Nom                         | Code Insee | Gentilé         | Superficie (km2) | Population (dernière pop. légale) | Densité (hab./km2) |
| --------------------------- | ---------- | --------------- | ---------------- | --------------------------------- | ------------------ |
| Bouzonville (siège)         | 57106      | Bouzonvillois   | 13,90            | 3 970 (2014)                      | 286                |
| Alzing                      | 57016      | Alzingeois      | 4,54             | 407 (2014)                        | 90                 |
| Anzeling                    | 57025      | Anzelingeois    | 5,92             | 519 (2014)                        | 88                 |
| Bibiche                     | 57079      | Bibichois       | 12,52            | 448 (2014)                        | 36                 |
| Brettnach                   | 57110      |                 | 5,90             | 454 (2014)                        | 77                 |
| Chémery-les-Deux            | 57136      |                 | 10,03            | 527 (2014)                        | 53                 |
| Colmen                      | 57149      |                 | 4,82             | 206 (2014)                        | 43                 |
| Dalstein                    | 57167      |                 | 3,97             | 341 (2014)                        | 86                 |
| Ébersviller                 | 57186      | Ébersvillerois  | 14,07            | 909 (2014)                        | 65                 |
| Filstroff                   | 57213      | Filstroffois    | 16,76            | 793 (2014)                        | 47                 |
| Freistroff                  | 57235      | Freistroffois   | 14,67            | 1 121 (2014)                      | 76                 |
| Guerstling                  | 57273      | Guerstlingeois  | 4,42             | 420 (2014)                        | 95                 |
| Heining-lès-Bouzonville     | 57309      |                 | 6,03             | 510 (2014)                        | 85                 |
| Hestroff                    | 57322      | Hestroffois     | 7,43             | 459 (2014)                        | 62                 |
| Holling                     | 57329      | Hollingeois     | 4,86             | 452 (2014)                        | 93                 |
| Menskirch                   | 57457      | Menskirchois    | 4,48             | 142 (2014)                        | 32                 |
| Neunkirchen-lès-Bouzonville | 57502      | Neunkirchois    | 3,80             | 339 (2014)                        | 89                 |
| Rémelfang                   | 57567      | Rémelfangeois   | 3,30             | 160 (2014)                        | 48                 |
| Saint-François-Lacroix      | 57610      |                 | 7,33             | 294 (2014)                        | 40                 |
| Schwerdorff                 | 57640      | Schwerdorffois  | 9,42             | 467 (2014)                        | 50                 |
| Vaudreching                 | 57700      | Vaudrechingeois | 4,69             | 555 (2014)                        | 118                |

## Administration
Le Conseil communautaire est composé de 54 délégués, dont 3 vice-présidents.
| Période      | Période          | Identité        | Étiquette | Qualité                          |
| ------------ | ---------------- | --------------- | --------- | -------------------------------- |
| janvier 2005 | mars 2008        | Gilbert Philipp |           | Maire de Bouzonville (2001-2014) |
| mars 2008    | 31 décembre 2016 | Alphonse Masson |           | Maire de Rémelfang (depuis 1983) |